# 農業博物館 (ソウル特別市)

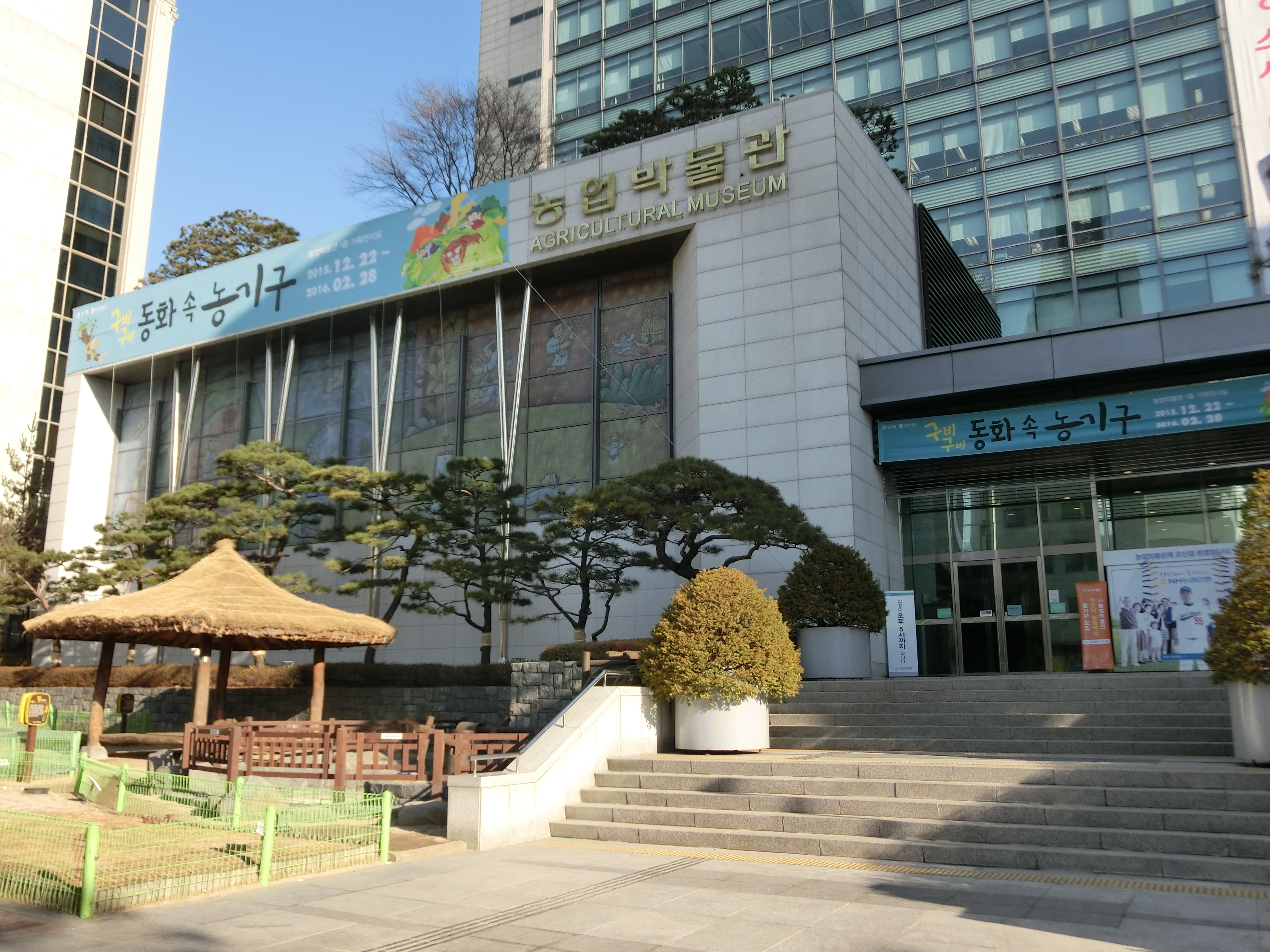
農業博物館

農業博物館 (ノンオプ＝パンムルグァン、농업박물관) は、大韓民国、ソウル特別市の中区忠正路1街にある、農業専門の博物館である。韓国農協中央会が1987年11月に設立した。平日の午前9時から午後4時まで開場し、入場料は無料である。50000種あまりの遺物を所蔵しており、うち20000点あまりを展示している。2005年7月に現在の位置に新築されたこの博物館の建物は、地上2階、地下1階の構造を持つ。1階の農業歴史館では、先史時代から李氏朝鮮時代までの時代別の農業関連情報と、重要な農業関係の歴史的事件を見ることができる。2回の農業生活館では、田や畑の四季の姿と、韓国の伝統的な農家の生活像、伝統的な市場の様子などを見ることができる。なお、この博物館が建つ場所は、世宗の時代に女真族の来襲に備えて豆満江の南岸を開拓した金宗瑞の家の跡地である。

## 参考
- ko:六鎮